# Mammillaria plumosa
Mammillaria plumosa es una biznaga de la familia de los cactos (Cactaceae). La palabra Mammillaria viene del latín mamila, pezón o teta y de aria, que posee, lleva, es decir: ‘que lleva mamilas’, refiriéndose a los tubérculos.

## Nombre común
- Español: biznaga plumosa.[3]

Es llamado cactus pluma

## Clasificación y descripción de la especie
Es un cactus que tiene crecimiento ramificado. Sus tallos son de forma cilíndrica, de 6 a 7 cm de altura y diámetro. Las protuberancias del tallo (tubérculos) son cilíndricos, de color verde claro y presentan jugo acuoso, el espacio entre ellos (axilas) poseen lana. Los sitios en los que se desarrollan las espinas se denominan  aréolas, en esta especie tienen forma circular, con más o menos 40 espinas, todas radiales, blancas. Las flores son pequeñas y tienen forma de campana, miden de 12 a 16 mm de longitud y son de color amarillento. Los frutos con forma de chilitos, son de color rosa parduzco y las semillas negras. Es polinizada por insectos y se dispersa por semillas.

## Distribución de la especie

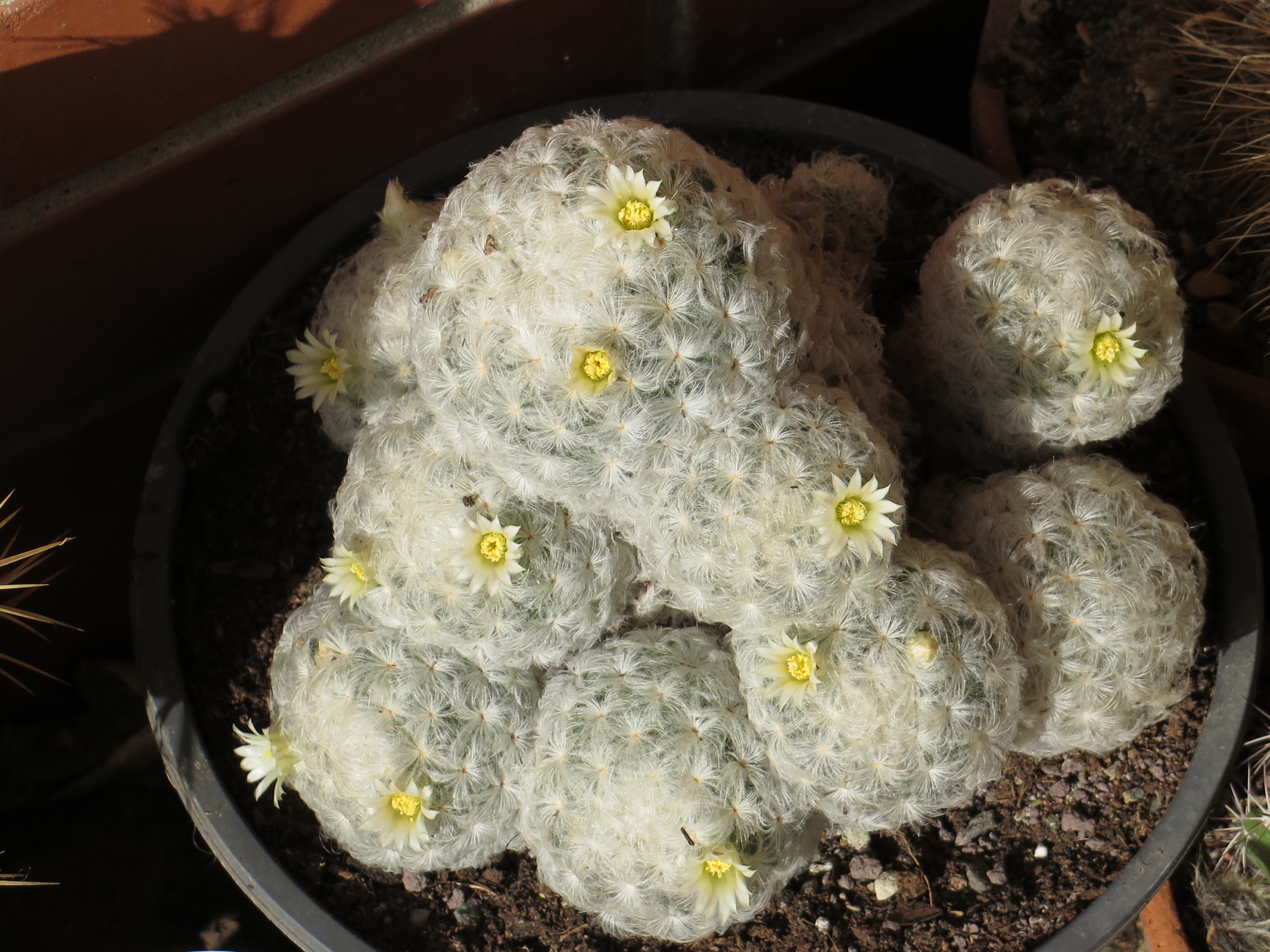
Mammillaria plumosa en flor

Esta especie es endémica de México, se distribuye en los estados de Coahuila de Zaragoza, Nuevo León y Tamaulipas.

## Ambiente terrestre
Se desarrolla de los 750 a 1500 m s. n. m., en acantilados calizos, con vegetación de matorral xerófilo.

## Estado de conservación
Debido a sus características, esta especie ha sido extraída de su hábitat para ser comercializada de manera ilegal, aunque no se tiene cuantificación del daño que esto ha producido a las poblaciones. Se considera en la categoría Amenazada (A) en la Norma Oficial Mexicana 059. En la lista roja de la UICN se considera Casi Amenazada (EN).

## Importancia cultural y usos
Ornamental